# Burg Guardaval
Die Ruinen der Burg Guardaval («Talwache») liegen oberhalb von Madulain im Engadin im schweizerischen Kanton Graubünden.

## Lage
Die Ruine der Höhenburg liegt bei 1785 m ü. M. westlich auf einem Felssporn oberhalb des Dorfes Madulain und ist vom Bahnhof aus in einer Viertelstunde gut zu erreichen. Oberhalb der Burg führte der alte Saumweg von Zuoz zum Albula vorbei.

## Anlage

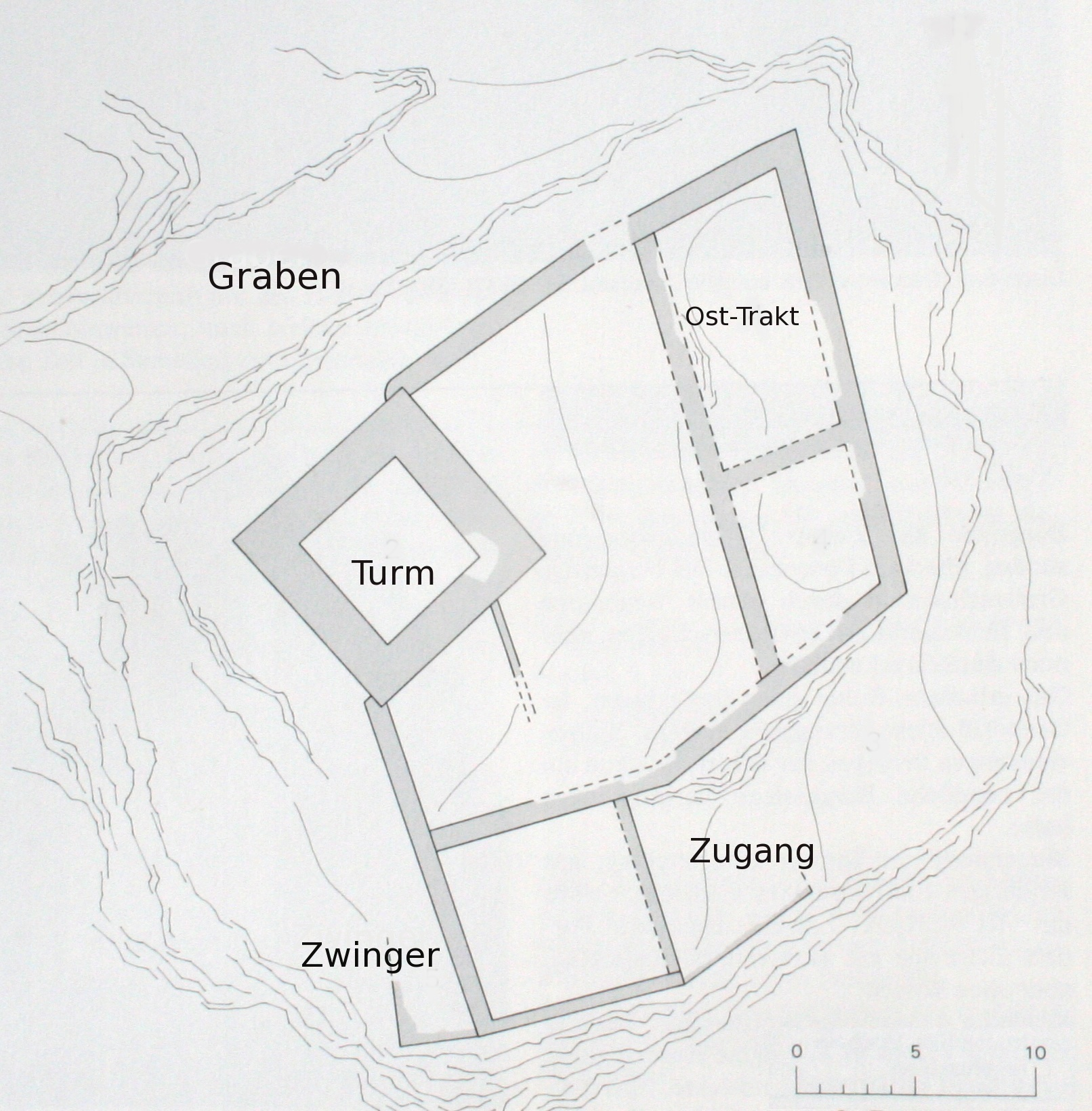
Plan der Anlage

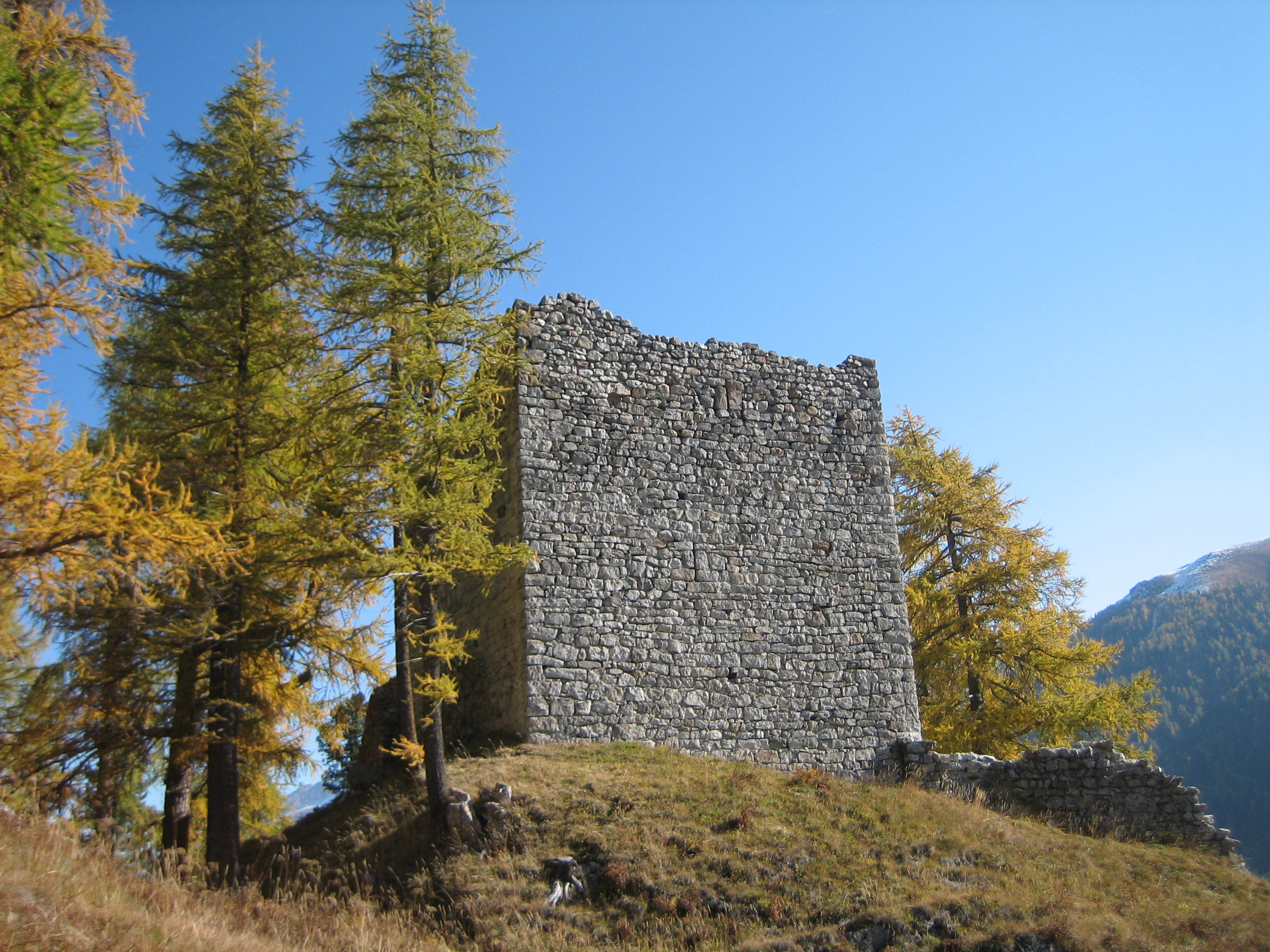
Westseite

Die architektonischen Zusammenhänge sind nicht mehr klar ersichtlich. Zentrum der Anlage war der Bergfried im Nordwesten, erhalten haben sich Reste eines Rasa-Pietra-Verputzes. Der Hocheingang lag auf der rekonstruierten SE-Seite im zweiten Geschoss. Im Innern sind keine Zeichen einer Bewohnung erkennbar. Licht erhielt der Raum durch Schartenfenster mit schräger Sitzbank. Ein aufgesetzter Obergaden aus Holz ist wahrscheinlich.
An den ursprünglich frei stehenden Turm wurde nachträglich ein Bering angebaut; dies zeigt eine Stossfuge am Übergang der Mauern. In der Westpartie finden sich Spuren eines länglichen, quer unterteilten Gebäudes, das vermutlich Wohnräume und Ställe enthielt. Im Süden liegen Mauerreste, die wohl zu einer Toranlage gehört haben. An der Südseite liegen Reste eines kleinen Zwingers.

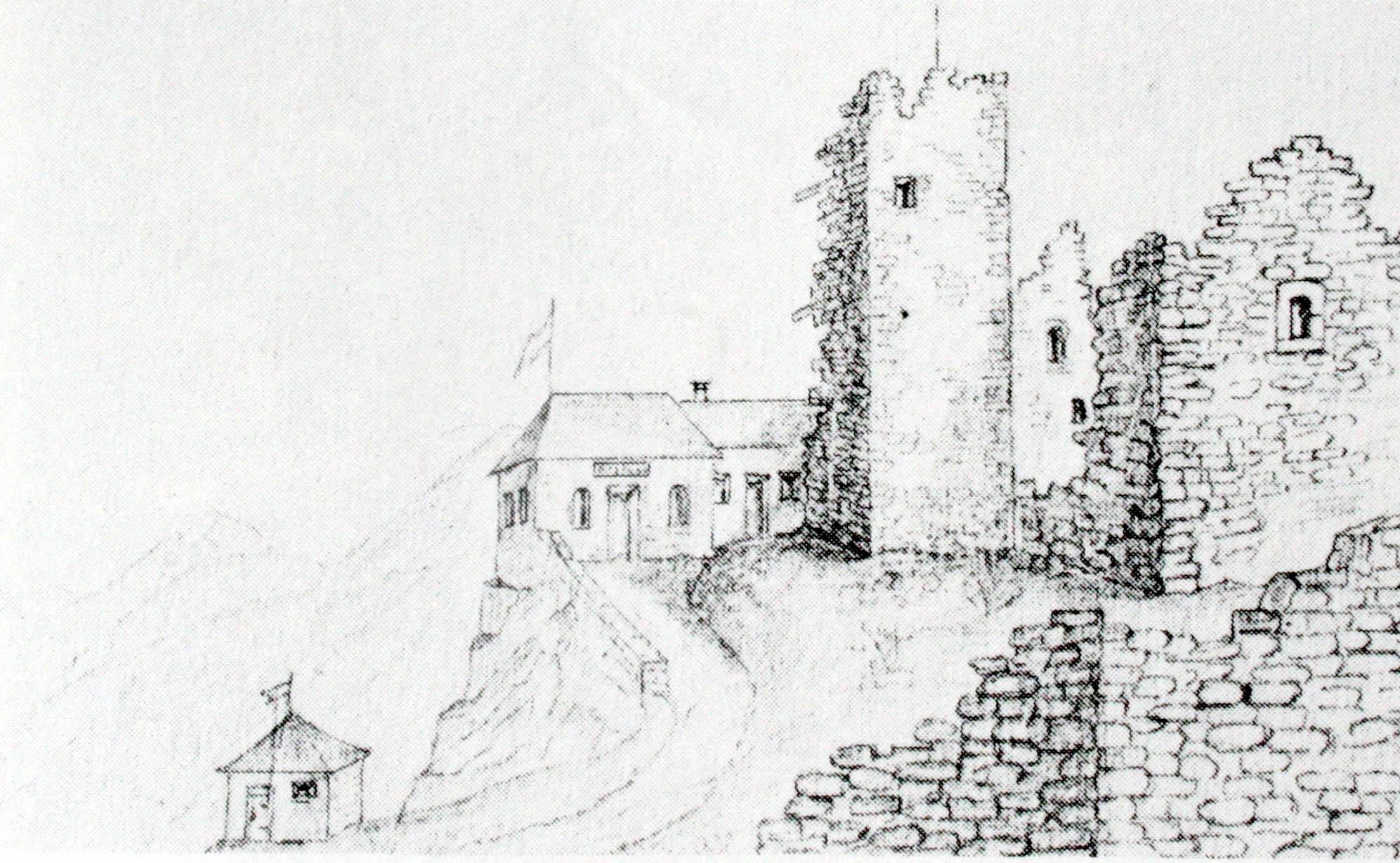
Guardval mit Restaurant um 1880

Das Areal war von 1880 bis 1935 durch das Gebäude eines Ausflugsrestaurants beeinträchtigt, bei dessen Erbauung viel originales Mauerwerk zerstört worden war. Anlässlich einer Restauration wurde das Gebäude ab 1935 beseitigt. 2005 und 2006 wurden die Ruinen Guardavals erneut gesichert.

## Geschichte
Über die Entstehung der Burg liegen schriftliche Berichte vor: Bischof Volkard von Neuburg (Amtszeit 1237–1251) liess Guardaval als Zollstation und zur Stärkung der landesherrlichen Macht erbauen. Der Unterhalt der Burg wurde aus Abgaben entrichtet, die die bischöflichen Untertanen zu entrichten hatten. Im 14. Jahrhundert hatten die Herren von Planta die Burg als bischöfliches Lehen oder Pfand inne. Die Plantas stammten ursprünglich aus Zuoz, wo noch der «Plantaturm» an die Familie erinnert. 1359 urkundete der Churer Bischof auf Guardaval, was auf die Bedeutung der Anlage hinweist. Lehnsherr Ritter Thomas Planta hatte die Aufgabe, die Burg in gutem Zustand zu halten, insbesondere mit tächern zu besorgen und sie dem Bischof im Bedarfsfall für militärische Zwecke zur Verfügung zu stellen. Sie besassen das Bergbau- und Fischereirecht für die Engadiner Seen, zahlreiche bischöfliche Lehen und im Engadin umfangreichen Grundbesitz.
Die Planta waren 1367 bei der Gründung des Gotteshausbundes beteiligt und förderten dadurch die Bildung freier Gerichtsgemeinden im bischöflichen Herrschaftsgebiet. Die Planta durften auf Guardaval bleiben, aber Ritter Thomas von Planta (1377) und sein Sohn Jacob (1382) mussten das bischöfliche Recht auf jederzeitige Kündigung anerkennen.
Weil Bischof Hartmann von Chur Schulden bei Geldverleihern in Zürich hatte, musste er 1409 Guardaval dem Gotteshausbundes verpfänden. Dieser kam durch Kauf im späten 15. Jahrhundert in den Besitz der Burg. Sie verlor dadurch ihre ursprüngliche Bedeutung und wurde wohl noch vor 1500 aufgegeben. Gemäss dem Chronisten Ulrich Campell war Guardaval um 1550 noch fast unbeschädigt, aber verlassen und öde. 1617 sah sie Fortunat Sprecher als Ruine.

## Camogaskersage
Einer Engadiner Sage zufolge war der Camogasker einst der Burgherr von Guardaval. Anfangs hatte das Volk grosses Vertrauen auf den Ritter gesetzt und wurde von ihm zu Festen und Musik auf die Burg eingeladen. Eines Tages aber erfuhr der Ritter, dass er nicht der Sohn seines verehrten Vaters sei, der im Morgenland als Streiter für das heilige Grab gefallen war, sondern der Abkömmling eines gemeinen Mannes, des Kastellans. Daraufhin liess der junge Ritter den Kastellan über die Felsen werfen und die Gebeine der Mutter aus dem Grab holen. Fortan hasste er die Menschen, ritt einsam durchs Gebirge, verlangte die härtesten Frondienste von seinen Untertanen und verführte Töchter des Landes. Er vergiftete ihr Wesen, dass sie Vater, Mutter und Ehre vergassen und sich selbst an den Burgweg setzten, damit er sie sehen möge.
Nachdem der Ritter eine Weile so gewütet und Elend über die Bevölkerung gebracht hatte, erschlug ihn ein erzürnter Vater auf seiner Burg. Seither ist der Ritter ein gespenstischer Wildjäger, der vornehmlich im Camogaskertal haust, aber von Zeit zu Zeit über die Bernina zieht. Mit Unglücksfällen auf den Alpen kündigt er sich an, mit Sturm, Blitz und Donner reitet er auf einem Pferdegerippe kommt er daher, vor ihm reiten Tiergerippe. Einige Male im Jahr, an düsteren Tagen kann es aber geschehen, das er sich als Lebendiger zeigt. Früher sagte man, man sehe erst zwei glühende Augen und falls man dann nicht sofort ein Gebet sprechen würde, sei man verloren. Die Kinder, die an solch einem Tag geboren wurden, nannte man früher deswegen Camogaskerkinder.

## Name
Da das romanische Verb guardar (schauen) auf das germanische wardon (beobachten) zurückgeht, erscheint der Name «Guardaval» in zahlreichen Formen mit einem w:
- 1290–1298 aput Wardavalle
- 1359 in castro nostro Wardenwall
- 1377 die vesti Wardaual
- 1410 ain vesti genant Wardavall

Auch beim Chronisten Johannes Stumpf wird sie Burg noch Wardauall genannt.

## Galerie

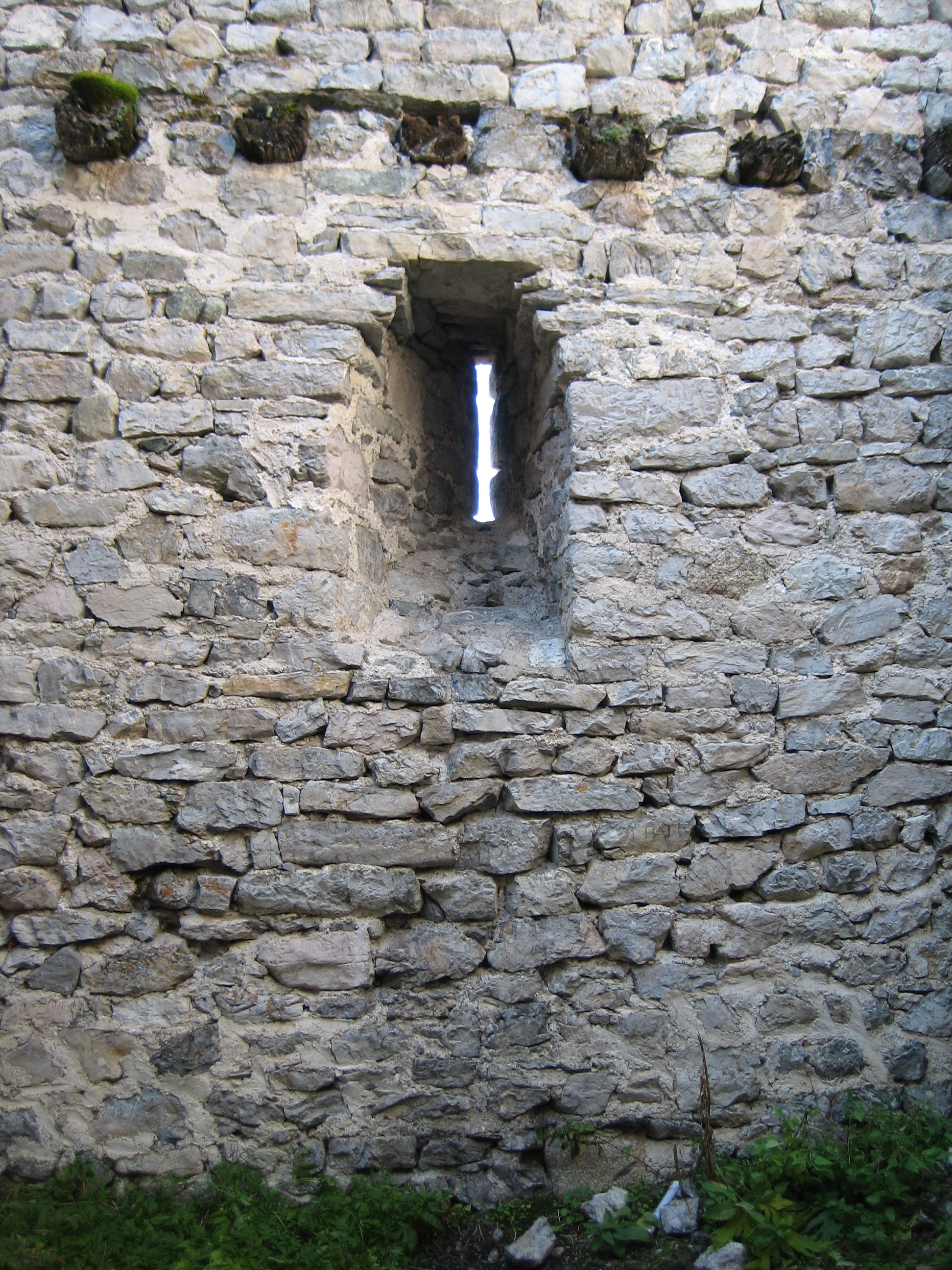
Schartenfenster und Balkenreste
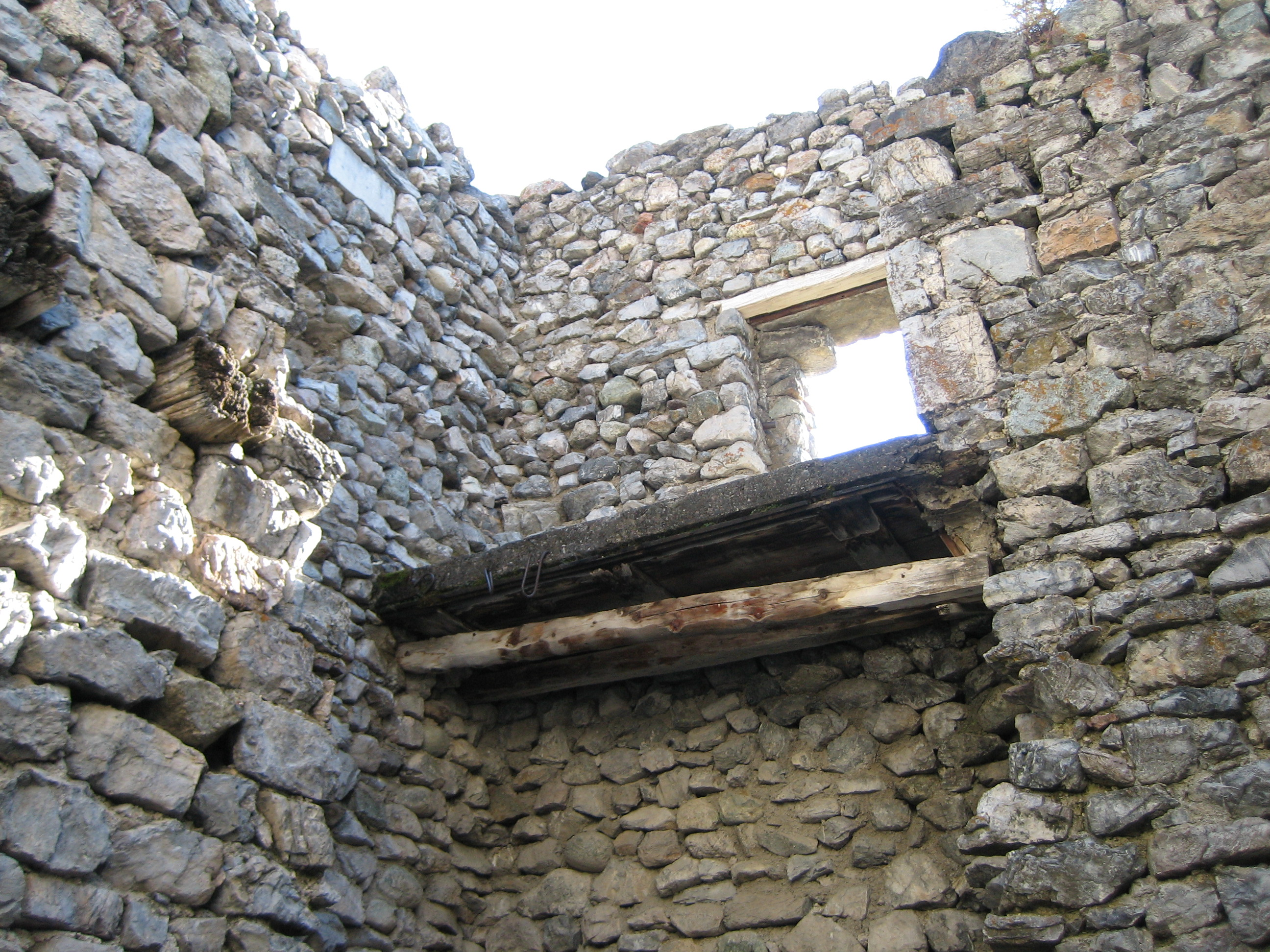
Hocheingang von innen
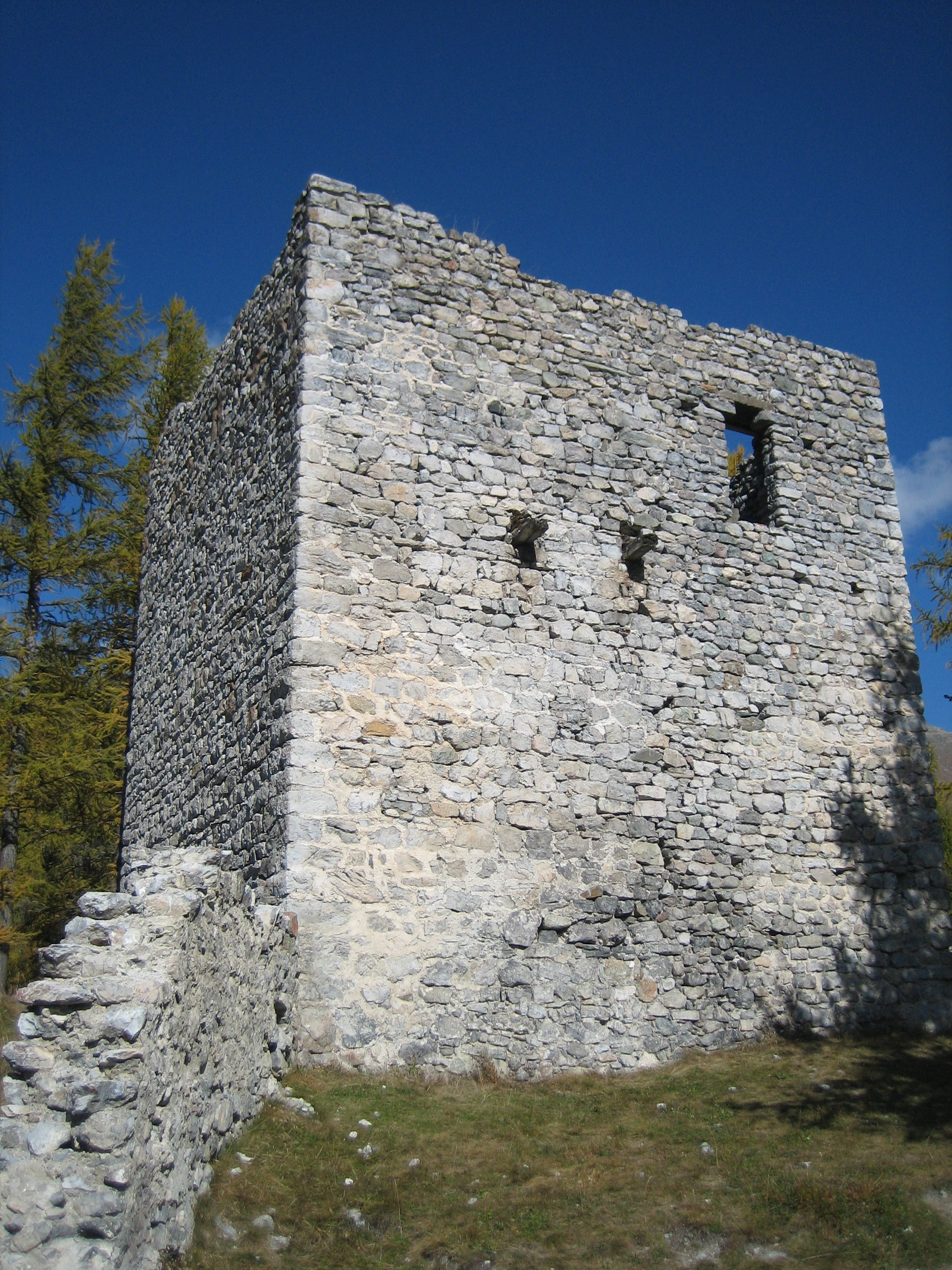
Südseite mit Hocheingang
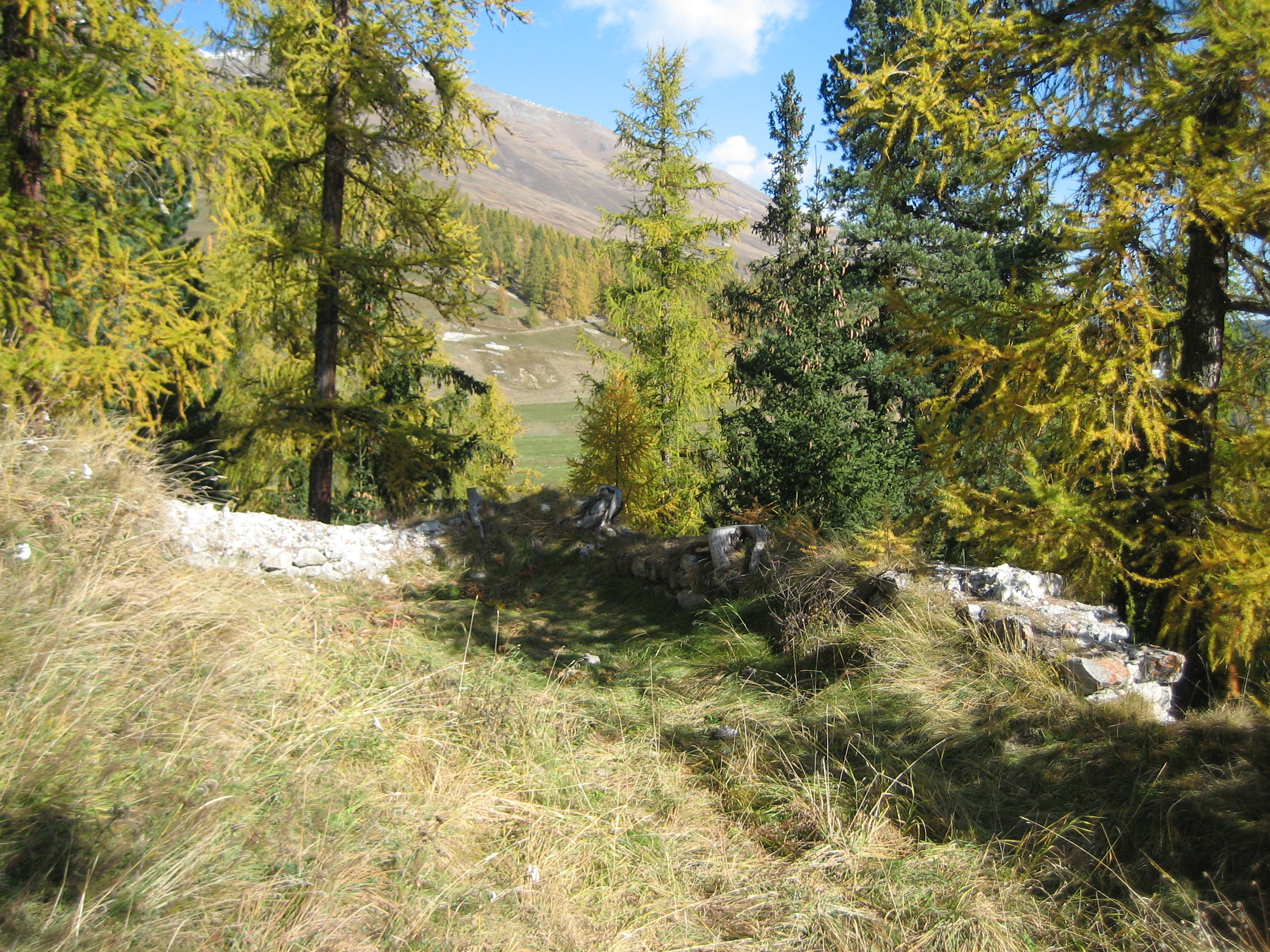
Mauerreste des Osttraktes
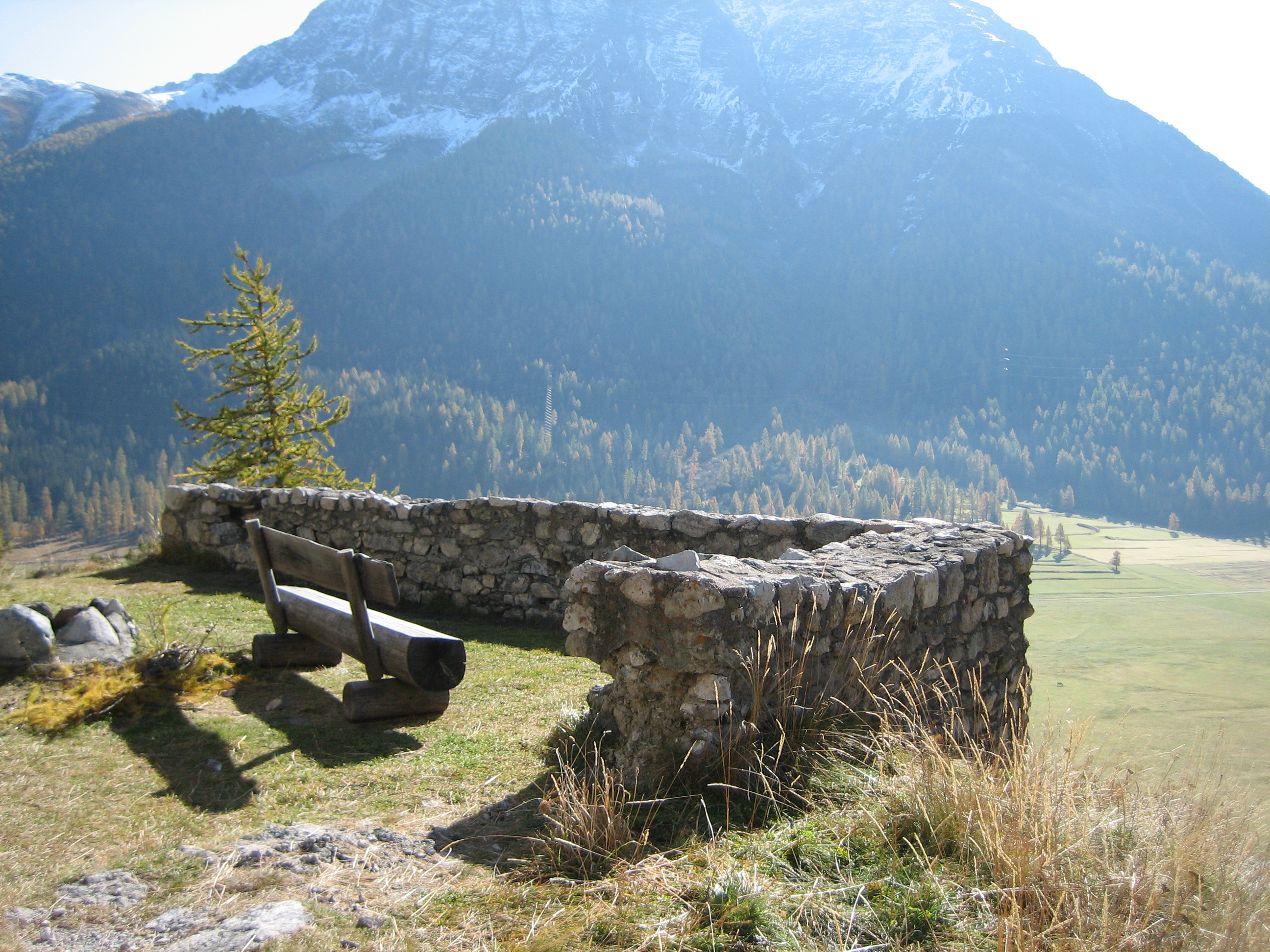
Blick nach Südosten